# Gustáv Husák
Gustáv Husák (10. siječnja 1913. – 18. studenog 1991.), slovački političar, zadnji komunistički predsjednik Čehoslovačke i zloglasni čehoslovački komunistički vođa tijekom zadnjih 20 godina komunizma u Europi.

## Životopis
Rodio se u mjestu Dúbravka, danas dio Bratislave kao sin nezaposlenog radnika Nikodema Husáka i Marije rođene Fratrič, pripadnice hrvatske manjine u Slovačkoj. Već sa 16 godina je član Saveza komunističke omladine, a 1933. u 20. postaje član zabranjene Komunističke partije Čehoslovačke. Tijekom Drugog svjetskog rata, često ga je zatvarala vlada koju vodi kolaboracionist Jozef Tiso. Jedan je od vođa slovačkog narodnog ustanka 1944. koji je podignut protiv Tisova režima.
Nakon rata uspinje se u partijskoj ljestvici te je puno doprinio likvidaciji Slovačke demokratske stranke koja je 1946. na izborima dobila 62% glasova Slovaka time onemogućivši komunistima da u Čehoslovačkoj preuzmu vlast. To se ipak dogodilo. Husak je bio osoba koju Antonín Novotný nije volio rekavši drugovima "da ne znaju što je on sposoban učiniti ako dođe na vlast". Od 1954. do 1960. je u zatvoru jer se protivio neostaljinističkom partijskom vodstvu, a Novotny kao sekretar Partije više puta mu je odbio dati pomilovanje zbog gorenavedene izjave. Ipak članstvo mu je u Partiji obnovljeno 1963. godine. Kad je Alexander Dubček poveo Praško proljeće, Husak je bio taj koji je posredovao između otetog Dubčeka i Sovjeta, koje vodi Leonid Brežnjev. U travnju 1969. godine
Husák nasljeđuje Dubčeka na čelu Komunističke partije Čehoslovačke, a 1975. izabran je za predsjednika Čehoslovačke, gdje ostaje do prosinca 1989. kada ga Havel, Dubček i ostali vođe Baršunaste revolucije svrgavaju. S čela partije otišao je u siječnju 1988. Zloglasna tajna policija StB bila je pod njegovom kontrolom. Umro je u Bratislavi gotovo potpuno zaboravljen.

## Poveznice
- Čehoslovačka